# Kombilohn
Der Kombilohn stellt an die Aufnahme oder die Ausübung einer abhängigen Erwerbstätigkeit gekoppelte staatliche Transfers an Arbeitnehmer dar. Im Grunde handelt es sich um Lohnsubventionen.

## Intention
Kombilöhne basieren auf der Beobachtung, dass insbesondere Arbeitnehmer mit niedriger Qualifikation auf dem Arbeitsmarkt nicht zum Zuge kommen, weil ihre Löhne über ihrer Produktivität liegen und ein weiteres Absinken ihres Einkommens durch staatliche Transferleistungen oder Mindestlöhne unterbunden wird beziehungsweise aus sozialen Gründen nicht erwünscht ist. Kombilöhne existieren zum Beispiel in Irland, Großbritannien und den Vereinigten Staaten.

## Formen

### Kombilöhne an Arbeitnehmer
Kombilöhne sollen Arbeitslosen ermöglichen, Arbeit anzunehmen, deren Lohn unter oder relativ nah am Niveau der staatlichen Transferleistungen liegt. Somit soll ein Arbeitsangebot hervorgerufen werden, das bisher nicht bedient wurde beziehungsweise aufgrund der erwarteten Lohnhöhe gar nicht erst entstanden ist (vgl. Eintrag Niedriglohn). Gleichzeitig soll eine Umverteilung von höheren zu niedrigeren Einkommensschichten stattfinden.

### Zuschüsse an Arbeitgeber
Eine ähnliche Wirkung erhofft man sich von Lohnkostenzuschüssen, die an Unternehmen gezahlt werden, die Arbeitnehmer mit bestimmten Einstellungshemmnissen beschäftigen. Dabei wird eine Wirkung in umgekehrte Richtung erwartet. Durch die geringeren Kosten für den Arbeitgeber steigen einerseits die Nachfrage nach Arbeit der geförderten Personengruppe und andererseits deren Löhne.

### Temporäre Lohnkostenzuschüsse
Eine etwas andere Intention verfolgen dagegen temporärere Lohnkostenzuschüsse wie das Hamburger Modell. Hier geht es darum, insbesondere bei Langzeitarbeitslosen und Geringqualifizierten die Kosten der Integration in den Beruf aufzufangen.
Die Grundidee ist, dass insbesondere bei den genannten Berufsgruppen hohe Kosten für die Einarbeitung anfallen, weil diese in den ersten Monaten noch wenig produktiv sind. Deshalb wird beim Hamburger Modell die Hälfte des Zuschusses an die Arbeitgeber gezahlt.
Nach einer bestimmten Zeit sind – so hofft man – die Arbeitnehmer produktiver und können damit einerseits höhere Löhne erzielen und sind andererseits dennoch als Beschäftigte attraktiver.

## Situation in Deutschland

### Aktuelle Diskussionen
In Deutschland wurde über einen Kombilohn in Form einer geringeren Anrechnung von Hinzuverdiensten auf das Arbeitslosengeld beziehungsweise Arbeitslosengeld II diskutiert. Zum Jahresende 2014 gab es ca. 1,3 Mio. Bezieher (sogenannte Aufstocker) von ergänzendem ALG II zu ihrem geringen Erwerbseinkommen, das sie weiter bedürftig im Sinne des SGB II bleiben lässt, sofern nicht sonstiges Einkommen oder Vermögen vorhanden ist. Im Gegensatz zum ALG I (Nebenverdienst nur unter 15h/Woche) gibt es beim ALG II gemäß § 30 SGB II keine stundenmäßige Begrenzung des „Nebenverdienstes“. So sollen Hinzuverdienste von Arbeitslosen weniger als bisher das Arbeitslosengeld mindern. Dadurch erhofft man sich eine langsame Rückführung in das Berufsleben. Das würde bedeuten, dass künftig zahlreiche Arbeitnehmer staatliche Zuschüsse erhalten könnten. Damit wäre ein Kombilohn faktisch geschaffen. Darüber hinaus kann auch das Einstiegsgeld an Langzeitarbeitslose für die maximale Dauer von 24 Monaten bei der Aufnahme von geringbezahlten sozialversicherungspflichtigen Arbeitsverhältnissen gewährt werden. Einige Agenturen für Arbeit praktizieren im Rahmen der Freien Förderung bereits Kombilohnmodelle. Die Diakonie hat mit dem Passiv-Aktiv-Transfer ein Finanzierungsmodell entwickelt, das in Baden-Württemberg im Rahmen des Programms „Gute und sichere Arbeit“ erfolgreich angewendet wird.

## Vor- und Nachteile

### Vorteile
Abhängig vom jeweiligen Modell kann es u. a. folgende Gründe und Vorteile geben, wobei hier auch Sekundäreffekte beschrieben werden:
- Hilfe zum (Wieder-)Einstieg insbesondere für sog. arbeitsferne Langzeitarbeitslose, d. h., bei positiver Einarbeitung lockt Übernahme.
- Höherer Abstand zwischen ALG I bzw. ALG II und der Entlohnung für Arbeit. Je größer der Abstand ist, desto interessanter wird es für bisherige Arbeitslose einen Niedriglohnjob anzunehmen. Anders gesagt: ALG ist keine Konkurrenz mehr zum Niedriglohnbereich.
- Es gibt wichtige psychologische Effekte und Impulse für den Kombilohnmitarbeiter, d. h., sein Selbstbewusstsein und seine Kenntnisse steigen, da er wieder in die Gesellschaft eingegliedert wird.
- Der Kombilohnmitarbeiter erweitert seinen Erfahrungs- und Kenntnishorizont, sog. "Learning by doing".
- volkswirtschaftlicher Nutzen nach dem Motto: "Lieber Arbeit als Arbeitslosigkeit subventionieren." Für nahezu gleiches Geld wird in Deutschland ein höheres Bruttosozialprodukt erschaffen.
- direkte Entlastung der Staatskassen durch Kombilohnmitarbeiter, die bisher unerledigte oder nicht mehr bezahlbare (also wirklich zusätzliche) Aufgaben erledigen
- Einsatz in bisher ehrenamtlichen oder allgemeinnützigen Tätigkeiten verbessern gesellschaftliches Miteinander, erhöhen die Umweltqualität.
- Teilnehmende Betriebe senken Stückkosten, d. h., sie werden produktiver und wettbewerbsfähiger.
- Befristete Kombilöhne sind ein gutes Mittel in konjunkturschwachen Zeiten als positives Signal zum Durchbrechen von Abwärtsspiralen.
- weniger Schwarzarbeit: Personen haben, wenn sie einen Kombilohnjob annehmen (müssen), weniger Zeit für Schwarzarbeit. Außerdem wird für die potentiellen Auftraggeber Schwarzarbeit uninteressanter, wenn durch Kombilöhne die Preise für eine reguläre Tätigkeit sinken.
- Steuermehreinnahmen durch Sekundäreffekte: Wenn z. B. Kombilohnmitarbeiter in feste Beschäftigungsverhältnisse wechseln, deutsche Unternehmen mehr verkaufen (und wettbewerbsfähiger werden) und es weniger Schwarzarbeit gibt, profitiert die Staatskasse.
- Zunahme regulärer Arbeitsverhältnisse durch Sekundäreffekte.

Viele der hier genannten Gründe gelten für jeden regulären Arbeitsplatz natürlich auch. Im Zweifelsfall ist dem regulären Arbeitsplatz der Vorzug zu geben. Wichtig ist es also, dass es sich um zusätzliche Kombilohnarbeitsplätze handelt. CDU-Generalsekretär Ronald Pofalla sagte dazu: „Das entscheidende Kriterium für die Förderwürdigkeit muss der geringe Stundenlohn, nicht der Monatsverdienst sein.“ Gefördert werden müsse der Arbeitnehmer, nicht der Arbeitgeber, um mögliche Mitnahmeeffekte von vornherein zu minimieren.

### Nachteile
An den bisher diskutierten Kombilohnmodellen und ihren Begründungen werden häufig folgende Punkte kritisiert:
- Viele der Argumente für Kombilohnmodelle gelten praktisch für jede Arbeit und sind daher keine speziellen Begründungen für ein Kombilohnmodell.
- Viele der dargestellten ökonomischen Vorteile sind volkswirtschaftlich kontraproduktiv, da sie den möglichen und daher absehbaren Missbrauch nicht berücksichtigen.
- Bürokratiekosten bei der Umsetzung der Kombilohnmodelle werden nicht ausreichend berücksichtigt.
- Es ergeben sich zwangsläufig Marktverzerrungen zwischen Unternehmen mit und ohne Kombilohnmitarbeiter, die in der Konsequenz eine flächendeckende Einführung von Kombilöhnen nötig macht. Hierdurch wird ein Trend zu Kombilöhnen in Gang gesetzt – auch international.
- Die indirekte Marktverdrängung privater Unternehmen durch staatlich subventionierte Arbeit wird als volkswirtschaftlich kontraproduktiv kritisiert. Ein Beispiel ist der Einsatz von 1-Euro-Jobbern beim Grünflächenamt statt lokaler Gartenbauunternehmen (Drehtüreffekt).
- Aushebelung des Leistungsprinzips, weil nach Pauschale statt nach Leistung oder Qualität gezahlt wird, sodass der Kombilohnmitarbeiter keinen finanziellen Anreiz hat, gut zu arbeiten.
- Mitnahmeeffekte seitens der Unternehmen ohne Preissenkung für Kunden wie bei den Unternehmenssteuerreformen vom Juli 2000.
- Abwärtsspirale des gesamten Lohnniveaus durch direkten Wettbewerb von Kombilöhnen mit regulären Arbeitsplätzen.
- Unberücksichtigte sekundäre Finanzierungsprobleme der Sozialversicherungen (Krankenversicherung, Rentenversicherung, Arbeitslosenversicherung etc.) durch die Ausweitung geringer Beitragszahlungen bei Kombilöhnen und besonders bei ausgelösten Lohnsenkungseffekten.
- Nur dauerhafte Zuzahlungen senken dauerhaft das Lohnniveau und machen den Arbeitsplatz international wettbewerbsfähig. Zuzahlungen auf Dauer sind jedoch nicht finanzierbar.
- Andere Länder werden mit Kombilohnmodellen nachziehen, sodass die Vorteile teilweise aufgehoben werden, die Kosten jedoch fortbestehen.
- Geringe Motivation für Arbeitnehmer, einen sozialversicherungspflichtigen Beruf auszuüben, der schlechter bezahlt wird als der Kombilohn.

Kritik an Kombilohnmodellen kommt sowohl von Gewerkschaftsseite und SPD als auch von Ökonomen und Wirtschaftsverbänden. Während die Gewerkschaften eine Aufweichung ihrer Tarifpolitik sehen, befürchten Wirtschaftswissenschaftler und Arbeitgeberverbände unkalkulierbare Kosten. Der stellvertretende Hauptgeschäftsführer der Bundesvereinigung der Deutschen Arbeitgeberverbände (BDA), Peter Clever, meinte dazu: „Eine flächendeckende Lohnsubventionierung ist unbezahlbar und unsinnig“. Joachim Poß (SPD) sprach von einer „staatlichen Einladung zur Lohndrückerei“ und befürchtete Mitnahmeeffekte. Für Lohnsubventionen stehe in den öffentlichen Haushalten kein Geld zur Verfügung.

## Alternativen
Als Alternativen zu einem Kombilohn werden beispielsweise eine Negative Einkommensteuer oder ein Bedingungsloses Grundeinkommen diskutiert.
Der kombilohnähnliche EITC der USA gilt dort als bewährt – es ist eine negative Einkommensteuer mit Beschränkung auf die Löhne von angestellten und freien Mitarbeitern, mit der Bevorzugung von Familien mit Kindern um diese über die Armutsgrenze zu heben.